# Тевяшов, Владимир Степанович
Владимир Степанович Тевяшов (рус. дореф. Владимiръ Степановичъ Тевяшовъ, 1747—ок. 1810 слобода Колыбелка, Воронежская губерния) — воронежский помещик, коллежский советник, сын острогожского полковника Степана Ивановича Тевяшова (старшего) (1718—1790).
Владимир Тевяшов был женат на Ирине Аполлоновне Лодыженской. В 1802 году начал строительство храма Иоанна Богослова в принадлежавшем ему селе Колыбелка Воронежской губернии. Этот памятник московского классицизма был снесён в советское время.
Владимир Тевяшов был близким другом и собеседником философа Григория Саввича Сковороды, в имениях которого философ часто и подолгу жил. Ключевые философские произведения Сковороды посвящены Степану Ивановичу и Владимиру Степановичу Тевяшовым.